# ナチュラル (記号)
ナチュラル（希: natural）は、本位記号（ほんいきごう）とも呼ばれ、西洋音楽の五線記譜法による楽譜に用いられる変化記号「♮」のこと。シャープやフラットの機能を解除する意味を持つ。イタリア語ではベクアドロ（bequadro）、フランス語ではベカール（bécarre）と呼ばれる。

## 形状
左右の縦棒は平行に描かれる。下の斜線と左の下端が頂点で接し、上の斜線の右端と右の縦線の上端が頂点で接するように描く。一般に斜線は縦線よりも太く描かれる。横線を斜線で表記する理由は五線譜の横線と被らないようにするためである。

## 文字コード
| 記号 | Unicode | JIS X 0213 | 文字参照            | 名称                          |
| ---- | ------- | ---------- | ------------------- | ----------------------------- |
| ♮    | U+266E  | 1-2-90     | &#x266E; &#9838;    | ナチュラル music natural sign |
| 𝄮    | U+1D12E | -          | &#x1D12E; &#119086; | musical symbol natural up     |
| 𝄯    | U+1D12F | -          | &#x1D12F; &#119087; | musical symbol natural down   |